# Allium cyathophorum
Allium cyathophorum es una especie de planta bulbosa del género Allium, perteneciente a la familia de las amarilidáceas, del orden de las Asparagales. Originaria de Asia.

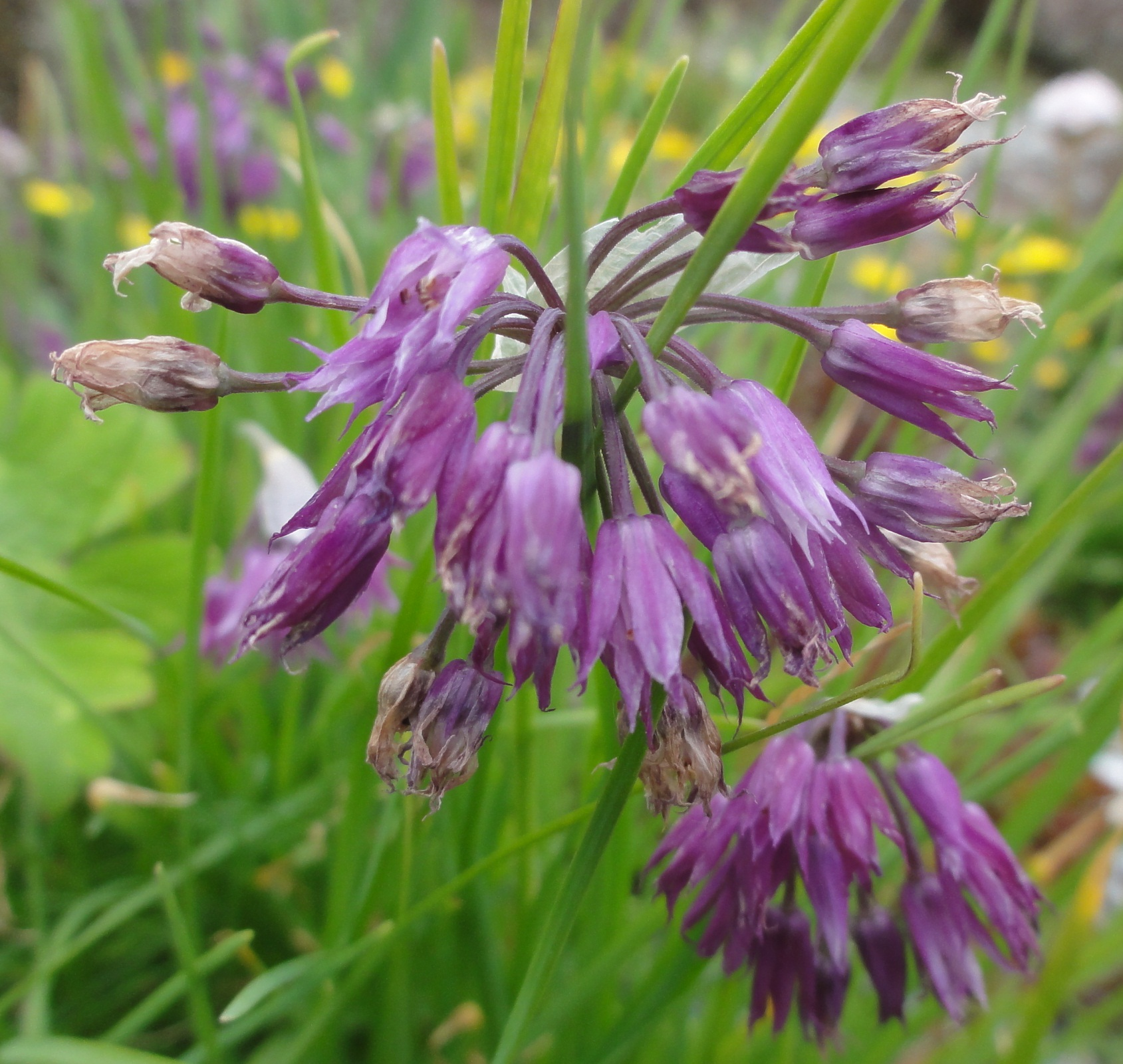
Inflorescencia

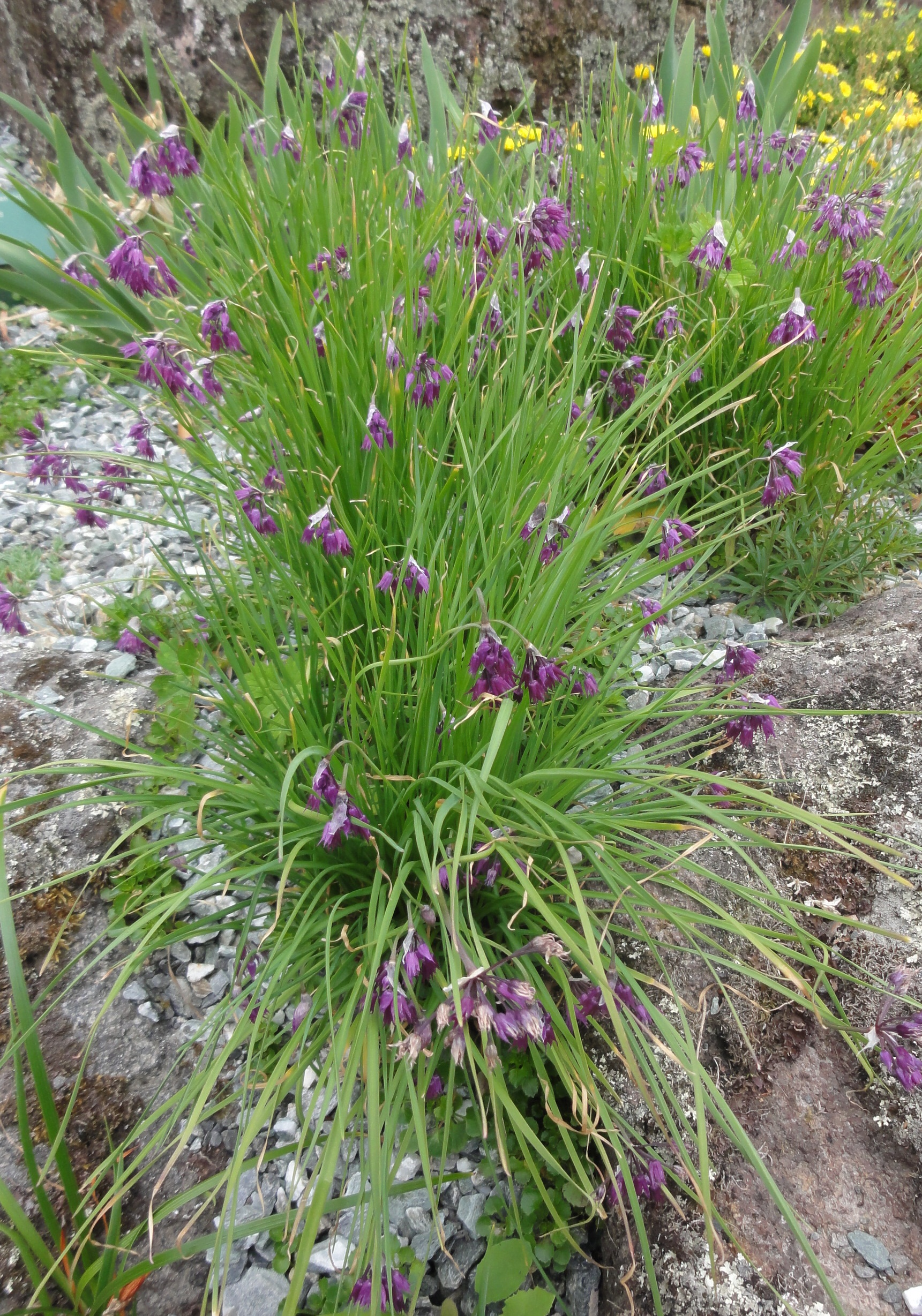
Vista de la planta en su hábitat

## Descripción
Allium cyathophorum tiene las raíces más largas y gruesas. Bulbos solitarios o agrupados, cilíndricos, túnica marrón grisácea, fibroso. Las hojas lineales de 2-5 mm de ancho, nervio central distinto. Escapo lateral, de 13 - 15 cm, cilíndrico, cubierto con las vainas de las hojas sólo en la base.  Perianto morado a morado oscuro.

## Distribución y hábitat
Se encuentra en pendientes, prados, grietas de las rocas; s una altura de 2700 - 4600 metros, en Gansu, Qinghai, Sichuan, Xizang y Yunnan.

## Taxonomía
Allium cyathophorum fue descrita por  Bureau & Franch. y publicado en Journal de Botanique (Morot) 5(10): 154–155, en el año 1891.
Etimología
Allium: nombre genérico muy antiguo. Las plantas de este género eran conocidos tanto por los romanos como por los griegos. Sin embargo, parece que el término tiene un origen celta y significa "quemar", en referencia al fuerte olor acre de la planta. Uno de los primeros en utilizar este nombre para fines botánicos fue el naturalista francés Joseph Pitton de Tournefort (1656-1708).
cyathophorum: epíteto latino que significa "que tiene copa".
Variedades aceptadas
- Allium cyathophorum var. cyathophorum
- Allium cyathophorum var. farreri (Stearn) Stearn[6]